# Sexy Bitch
«Sexy Bitch» —en español «Perra Sexy» y llamada «Sexy Chick» en la versión censurada— es una canción realizada por el disc jockey y productor francés David Guetta, con la colaboración del cantante senegalés Akon. Fue lanzada mundialmente en formato digital el 24 de julio de 2009, excepto en Estados Unidos, donde se estrenó el 28 de julio. Es el segundo sencillo del cuarto álbum de estudio de Guetta, One Love. La canción utiliza una melodía inspirada en el sencillo «Tainted Love», que se hizo popular gracias a la interpretación de Soft Cell, convirtiéndose en un éxito mundial y alcanzando el primer puesto en trece listas diferentes. También aparece en el videojuego musical DJ Hero, como parte del contenido descargable. La canción ha sido particularmente exitosa en países de Europa como Alemania, España, Francia, entre otros y dentro de los diez mejores en otros veinticinco países.

## Antecedentes
Después de un concierto en Inglaterra en el que David Guetta realizó su exitoso sencillo «When Love Takes Over», Akon se le acercó y le expresó su interés en colaborar. A pesar de Akon se vio limitado por un vuelo a las seis de la mañana, Guetta lo convenció para trabajar toda la noche en la canción en un estudio cercano.

## Crítica
«Sexy Bitch» fue elogiada por el crítico de Entertainment Weekly Leah Greenblatt, quien la consideró "una tremenda improvisación para la discoteca con la estrella del R&B Akon". También fue elogiada por Michael Menachem de la revista Billboard, quien dijo: "No se sorprendan si esta canción se adueña de las pistas de baile cuando termine el verano". Digitalspy le dio tres estrellas de cinco y comentó sobre la letra: "El pulso y el gancho conocido y grande [fueron] suficientes para hacer [que la canción fuera] soportable". The Insider le dio una crítica muy positiva: "«Sexy Bitch» es una de las nuevas canciones del Dj. David Guetta y una de las más recientes colaboraciones del mega-famoso productor de R&B, Akon, juntos han compuesto un tema pegajoso que fusiona a la perfección el dinamismo de Guetta con el lado seductor de Akon".

## Video musical
El video fue dirigido por Stephen Schuster. Comienza con un avión aterrizando y chicas en bikini, bronceándose y nadando en la playa. La cámara cambia a Akon que se despierta y encuentra fotos de una fiesta en la piscina de David Guetta. A continuación halla una nota de lápiz labial en un espejo que dice "Me encontrarán en la fiesta de la piscina", con una foto pegada. A medida que la fiesta comienza, la gente empieza a entrar, y a un grupo de adolescentes a quienes no se les permite ingresar, pero que emplean diversos métodos para lograrlo. Luego la cámara enfoca de nuevo a Akon, que se muestra cantando bajo el agua. Guetta ve llegar a Akon, lo toma y se lanzan mutuamente en la piscina. Akon empuja a más gente, las chicas bailan y Akon con Guetta empiezan una guerra de agua. La escena salta a un club que se llama "Fuck Me, I'm Famous", donde David Guetta está llevando a cabo un concierto con DJ Tocadisco y Akon está caminando en la parte posterior. Cuando Akon llega, interpreta «Sexy Bitch» en el concierto. Al final, se lo ve a Akon en la cama durmiendo. Al despertar, encuentra fotos de la fiesta y vuelve a acostarse.
El video fue filmado en Ibiza, España, y en Swindon, Inglaterra, el 17 de julio de 2009.

## Desempeño en las listas musicales
«Sexy Bitch» hizo su debut en la lista Irish Singles Chart en el puesto diez el 30 de julio de 2009, y alcanzó el puesto número dos el 3 de septiembre de 2009. También debutó en el Australian Singles Chart en el número catorce el 3 de agosto de 2009. «Sexy Bitch» lideró la lista alcanzando el número uno el 17 de agosto de 2009. Después de ocupar el lugar durante tres semanas consecutivas, fue superado por «Like it Like That» de Guy Sebastian el 7 de septiembre de 2009. En la lista Finnish Singles Chart, hizo su debut en el puesto diez el 5 de agosto de 2009.«Sexy Bitch» también debutó en el Austrian Singles Chart, en el puesto diez el 5 de agosto de 2009. Subió hasta el puesto siete el 2 de septiembre de 2009.
El sencillo debutó el 6 de agosto de 2009, en el número ocho en la lista Swedish Singles Chart. La canción escalo hasta el puesto cuatro en su cuarta semana en la tabla. Debutó en el puesto nueve en la lista Danish Singles Chart el 7 de agosto de 2009. Subió al puesto número dos en su quinta semana en la lista. La canción debutó en el puesto tres en el Swiss Singles Chart el 9 de agosto de 2009. Subió al segundo lugar la semana siguiente.
El 15 de agosto de 2009 «Sexy Bitch» debutó en el Canadian Hot 100 en el puesto nueve. Alcanzó el puesto número uno el, 31 de octubre de 2009. La canción también fue la más exitosa de Guetta en los Estados Unidos, la canción alcanzó el puesto uno en el Canadian top 40 y el primer número uno fuera de los Estados Unidos. Debutó en la lista Hot Dance Airplay, debutó oficialmente en los EE. UU. También debutó en el Billboard Hot 100, en la posición cincuenta y seis. El 26 de diciembre de 2009, estuvo en el top diez en el puesto seis, en el que permaneció un máximo de cuatro semanas no consecutivas, pero luego subió al puesto cinco, por lo que es el mayor éxito de Guetta en el Estados Unidos, además de ser uno de los mayores éxitos de Akon en ese país. Se convirtió en su cuarto número uno en el Hot Dance Airplay el 31 de octubre de 2009. El sencillo vendió 2.950.000 copias hasta enero de 2011.
El 8 de agosto de 2009, «Sexy Bitch» hizo su debut en la  Belgium Singles Chart (Flanders), en el puesto cinco y en el Belgium Singles Chart (Valona) en el puesto tres. El 5 de septiembre de 2009 estableció un nuevo récord en el número uno. El 14 de agosto de 2009, la canción debutó en el número veinte en el German Singles Chart en el número veinte. Alcanzó el puesto número nueve el 4 de septiembre de 2009. En el Reino Unido, la canción hizo su debut en el UK Singles Chart en el número veintiuno el 16 de agosto de 2009. A la semana siguiente, la canción subió al número uno, dando Guetta su segundo número uno en este país. El 30 de agosto de 2009 cayó al número dos, superado por "Holiday" por Dizzee Rascal debutando en el número uno. «Sexy Bitch» se mantuvo en el top diez en el Reino Unido por nueve semanas. Terminó el año como el décimo más vendido en el Reino Unido solo en 2009. «Sexy Bitch» debutó en el New Zealand Singles Chart en el número veintidós el 10 de agosto de 2009. Alcanzó el número uno el 5 de septiembre de 2009. Debutó en el French Physical Singles Chart, en el número dos con 3.296 ventas. «Sexy Bitch» se convirtió en número uno en el French Digital Singles Chart el 23 de agosto de 2009 con 7.855 ventas el sencillo permaneció en el primer lugar durante diez semanas consecutivas, el pico de ventas en una semana ocurrió el 20 de septiembre de 2009 con 15.725 ventas. «Sexy Bitch» debutó en el Dutch Top 40 en el número veinticuatro el 29 de agosto de 2009. La canción volvió a entrar en el UK Singles Chart el 3 de enero de 2010 en el número treinta y tres.

## Formatos y remixes
| Reino Unido - Sencillo en CD |                                   |          |  |
| N.º                          | Título                            | Duración |  |
| 1.                           | «"Sexy Bitch"» (Original version) | 3:14     |  |
| 2.                           | «"Sexy Bitch"» (Extended Version) | 5:12     |  |

| Francia - Sencillo en CD |                                           |          |  |
| N.º                      | Título                                    | Duración |  |
| 1.                       | «"Sexy Bitch"» (Original version)         | 3:14     |  |
| 2.                       | «"Sexy Bitch"» (Chuckie & Lil' Jon Remix) | 5:58     |  |
| 3.                       | «"Sexy Chick"» (US Version)               | 3:13     |  |

| Europa - Sencillo en CD |                                                                     |          |  |
| N.º                     | Título                                                              | Duración |  |
| 1.                      | «"Sexy Bitch"» (Original version)                                   | 3:14     |  |
| 2.                      | «"Sexy Bitch"» (Chuckie & Lil' Jon Remix)                           | 5:58     |  |
| 3.                      | «"Sexy Bitch"» (Koen Groeneveld Remix)                              | 7:15     |  |
| 4.                      | «"Sexy Bitch"» (Koen Groeneveld Remix) (David Guetta Vocal Re-Edit) | 7:30     |  |
| 5.                      | «"Sexy Bitch"» (Abel Ramos Atlanta With Love Remix)                 | 7:13     |  |
| 6.                      | «"Sexy Bitch"» (Afrojack Remix)                                     | 4:45     |  |
| 7.                      | «"Sexy Bitch"» (Extended Version)                                   | 5:12     |  |

| Estados Unidos - Sencillo en CD |                                                                     |          |  |
| N.º                             | Título                                                              | Duración |  |
| 1.                              | «"Sexy Bitch"» (Chuckie & Lil' Jon Remix)                           | 5:58     |  |
| 2.                              | «"Sexy Bitch"» (Koen Groeneveld Remix)                              | 7:15     |  |
| 3.                              | «"Sexy Bitch"» (Koen Groeneveld Remix) (David Guetta Vocal Re-Edit) | 7:30     |  |
| 4.                              | «"Sexy Bitch"» (Abel Ramos Atlanta With Love Remix)                 | 7:13     |  |
| 5.                              | «"Sexy Bitch"» (Afrojack Remix)                                     | 4:45     |  |
| 6.                              | «"Sexy Bitch"» (Footlose Remix)                                     | 5:12     |  |
| 7.                              | «"Sexy Bitch"» (Album Version)                                      | 3:14     |  |
| 8.                              | «"Sexy Bitch"» (Extended Version)                                   | 5:12     |  |
| 9.                              | «"Sexy Bitch"» (Extended Instrumental)                              | 5:12     |  |
| 10.                             | «"Sexy Chick"» (Clean Album Version)                                | 3:14     |  |
| 11.                             | «"Sexy Chick"» (Clean Album Version Extended)                       | 5:12     |  |

## Posicionamiento en listas

### Semanales
| País (2009)     | Lista                         | Mejor posición | Ref.   |
| --------------- | ----------------------------- | -------------- | ------ |
| Alemania        | Media Control Charts          | 1              | [ 29 ] |
| Australia       | ARIA Dance Chart              | 1              | [ 44 ] |
| Australia       | Australian Singles Chart      | 1              | [ 11 ] |
| Austria         | Ö3 Austria Top 40             | 1              | [ 15 ] |
| Bélgica         | Ultratop 50 (Flandes)         | 1              | [ 26 ] |
| Bélgica         | Ultratop 40 (Valonia)         | 1              | [ 28 ] |
| Canadá          | Canadian Hot 100              | 1              | [ 23 ] |
| Dinamarca       | Tracklisten                   | 2              | [ 19 ] |
| España          | PROMUSICAE                    | 5              | [ 29 ] |
| España          | Los 40 Principales            | 1              | [ 45 ] |
| Estados Unidos  | Billboard Hot 100             | 5              | [ 46 ] |
| Estados Unidos  | Top Latin Songs               | 22             | [ 46 ] |
| Estados Unidos  | Latin Pop Songs               | 12             | [ 46 ] |
| Finlandia       | Finnish Singles Chart         | 2              | [ 29 ] |
| Francia         | French Digital Singles Chart  | 1              | [ 47 ] |
| Francia         | French Physical Singles Chart | 2              | [ 36 ] |
| Hungría         | Mahasz                        | 6              | [ 48 ] |
| Irlanda         | Irish Singles Chart           | 2              | [ 9 ]  |
| Israel          | Media Forest                  | 1              | [ 49 ] |
| Italia          | FIMI                          | 8              | [ 50 ] |
| Noruega         | VG-lista                      | 3              | [ 29 ] |
| Nueva Zelanda   | RIANZ                         | 1              | [ 34 ] |
| Países Bajos    | Dutch Top 40                  | 3              | [ 39 ] |
| Polonia         | Polish Dance Chart            | 1              | [ 51 ] |
| Reino Unido     | UK Singles Chart              | 1              | [ 31 ] |
| República Checa | Czech Airplay Chart           | 1              | [ 52 ] |
| Suecia          | Sverigetopplistan             | 2              | [ 17 ] |
| Suiza           | Swiss Singles Chart           | 2              | [ 21 ] |
| Europa          | European Hot 100              | 1              | [ 53 ] |

| Alemania       | German Singles Chart          | 13 | [ 54 ] |
| Australia      | Australian Singles Chart      | 2  | [ 55 ] |
| Estados Unidos | Billboard Hot Dance Club Play | 6  | [ 56 ] |
| Hungría        | Mahasz                        | 72 | [ 57 ] |
| Reino Unido    | UK Singles Chart              | 12 | [ 58 ] |
| Suecia         | Swiss Music Charts            | 15 | [ 59 ] |

| Australia      | Australian Singles Chart | 84 | [ 60 ] |
| Bélgica        | Ultratop 40 (Valonia)    | 28 | [ 61 ] |
| España         | PROMUSICAE               | 12 | [ 62 ] |
| Estados Unidos | Billboard Hot 100        | 26 | [ 63 ] |
| Hungría        | Mahasz                   | 46 | [ 64 ] |
| Europa         | European Hot 100         | 23 | [ 65 ] |

| Alemania  | Media Control Charts | 73 | [ 66 ] |
| Australia | ARIA                 | 8  | [ 67 ] |

| País           | Organismo certificador | Certificación       | Simbolización | Ref.   |
| -------------- | ---------------------- | ------------------- | ------------- | ------ |
| Alemania       | BVMI                   | Disco de Platino    |               | [ 68 ] |
| Australia      | ARIA                   | 5× Disco de Platino |               | [ 69 ] |
| Austria        | IFPI                   | Disco de Platino    |               | [ 70 ] |
| España         | PROMUSICAE             | Disco de Platino    |               | [ 62 ] |
| Estados Unidos | RIAA                   | Disco de Platino    |               | [ 71 ] |
| Finlandia      | IFPI                   | Disco de Oro        |               | [ 72 ] |
| Francia        | SNEP                   | Disco de Diamante   |               | [ 73 ] |
| Italia         | FIMI                   | Disco de Platino    |               | [ 74 ] |
| Nueva Zelanda  | RIANZ                  | Disco de Platino    |               | [ 75 ] |
| Reino Unido    | BPI                    | Disco de Platino    |               | [ 76 ] |
| Suiza          | IFPI Suiza             | Disco de Platino    |               | [ 77 ] |

## Historial de lanzamientos
| Región         | Fecha                   | Formato          | Ref.   |
| -------------- | ----------------------- | ---------------- | ------ |
|                | 24 de julio de 2009     | Descarga digital | [ 5 ]  |
| Estados Unidos | 1 de septiembre de 2009 | Airplay          | [ 78 ] |